# Rye Mølle Sø
Rye Mølle Sø  er en knap to kilometer lang, opstemmet sø på Gudenåen, umiddelbart vest for den sydlige ende af Ry, Skanderborg Kommune.
Ved halvøen Holmen ved indsejlingen i den sydlige ende af søen/åen var der i middelalderen et betydningsfuldt vadested for trafikken mellem fra Aarhus til Gammel Rye, Øm Kloster og videre til Vestjylland. 
Den vestlige side af søen er skovklædt, mens byen når ned til den  østlige bred, begyndenede (med åens løb fra syd) med en campingplads på ovennævnte halvø; nord for den løber Skærså, der er afløb fra Vessø ud i søen. Dernæst ligger Sclerosehospitalet, der tidligere var tuberkulosehospital, og lidt længere fremme ligger Ry Højskole.  Over dæmningen ved Rye Mølle, hvor vandet falder 1.5 meter går landevejen fra Skanderborg til Rodelund, med forbindelse til både Silkeborg og Horsens.
56°5′5″N 9°45′33″Ø / 56.08472°N 9.75917°Ø